# Monte Sanqinq
El monte Sanqing (Escritura china: 三清山; Pinyin: Sānqīng Shān) o montaña de San Qing es una montaña taoísta localizada a 80 kilómetros al norte de Yushan, Jiangxi provincia de China. Etimológicamente San Qing significa en mandarín las tres distintas al estar formado el monte por tres pináculos: Los montes Yujing, Yushui y Yuhua,
La montaña se catalogó como parque natural (Guojiaji Fengjing Mingshengqu 国家级风景名胜区). Es conocido por su particular fisonomía y por la variedad de especies animales y vegetales que se desarrollan en ella. Así se han catalogado alrededor de 1000 especies de flora y 80 tipos de fauna. El área total de la montaña se compone de 2200 km². En 2008 la Unesco la proclamó Patrimonio de la Humanidad.

## Galería

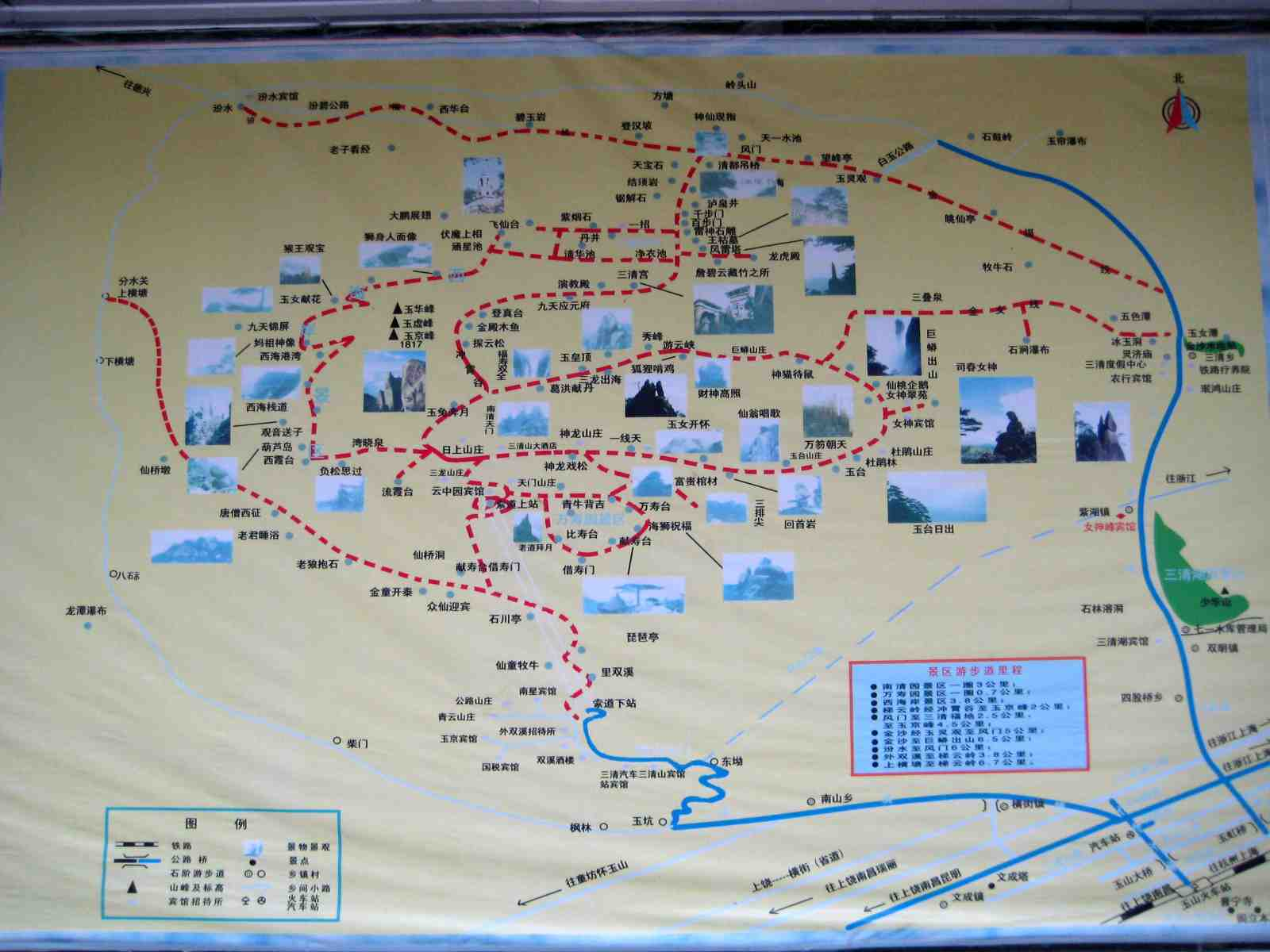
Mapa del lugar.
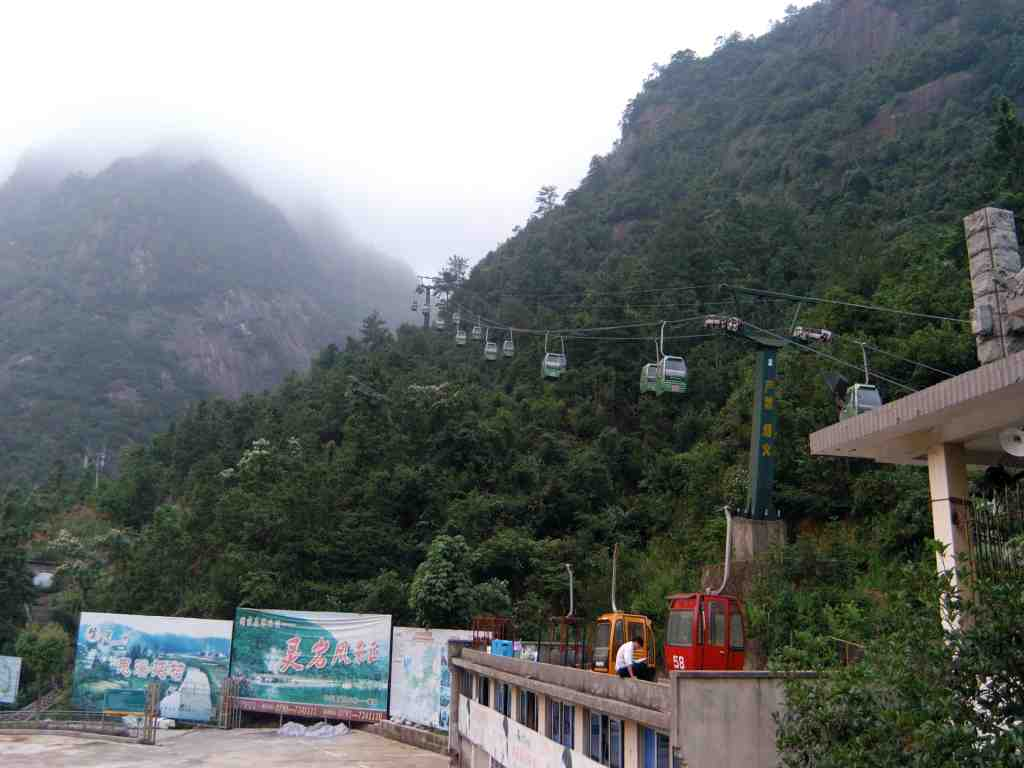
Teleférico.
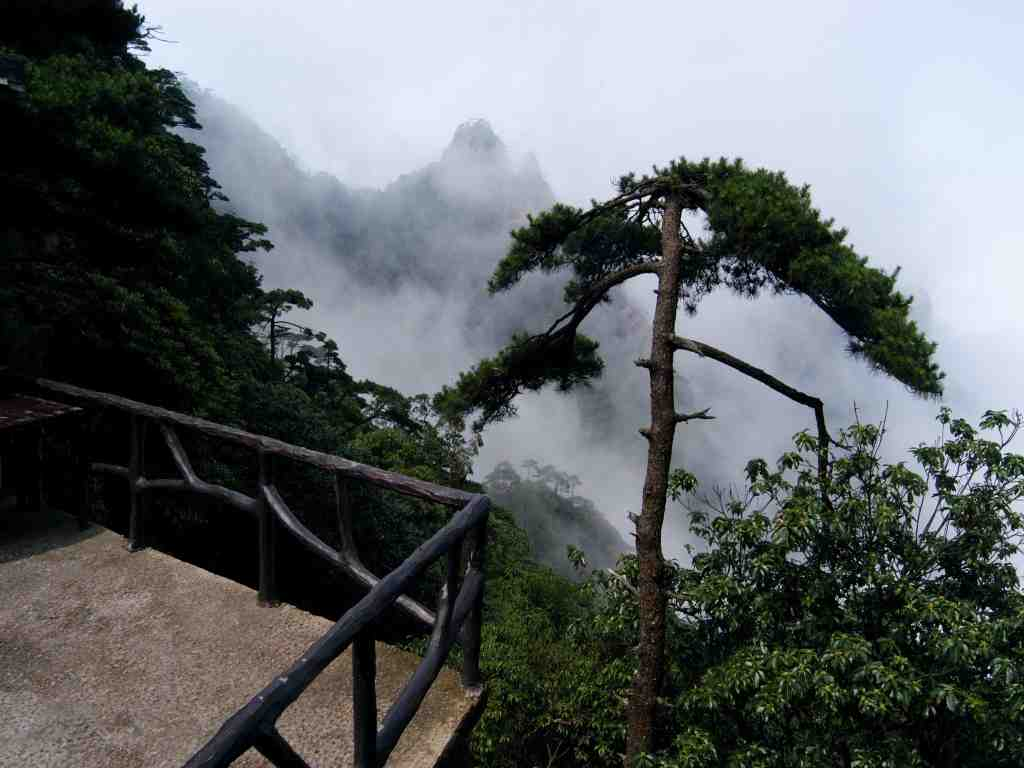
Pino en la cima de la montaña.
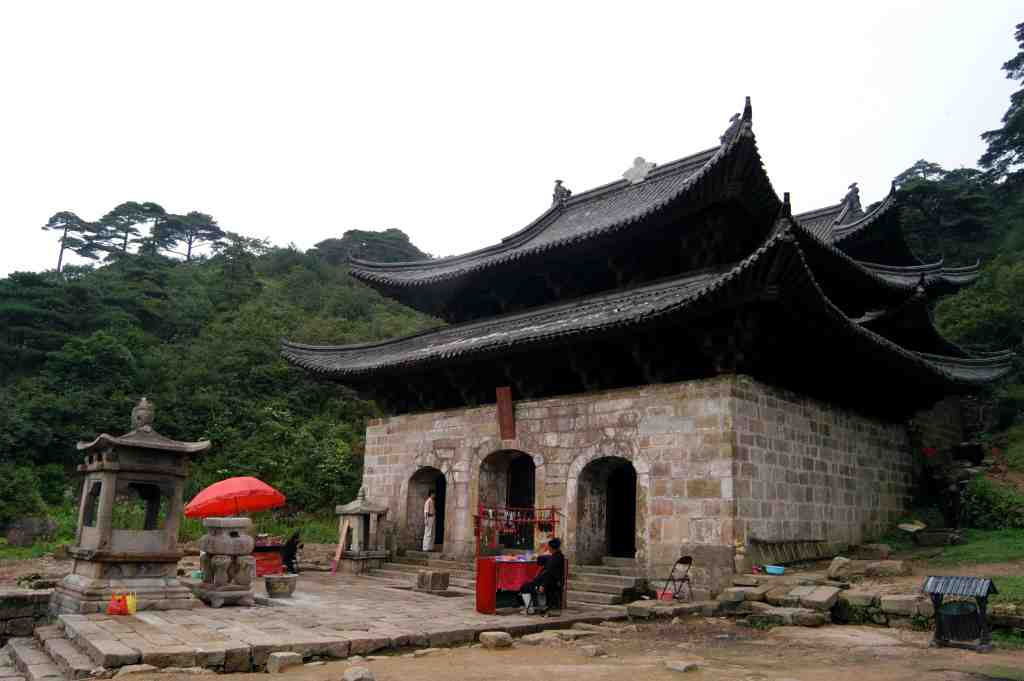
Templo de San Qing .
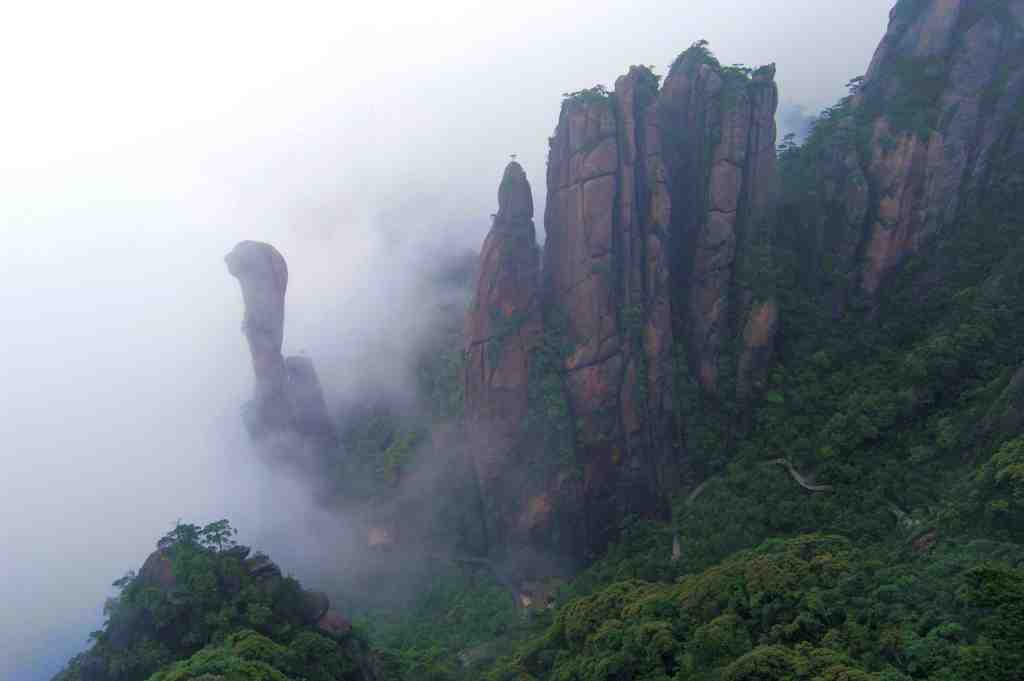
Roca de la serpiente.
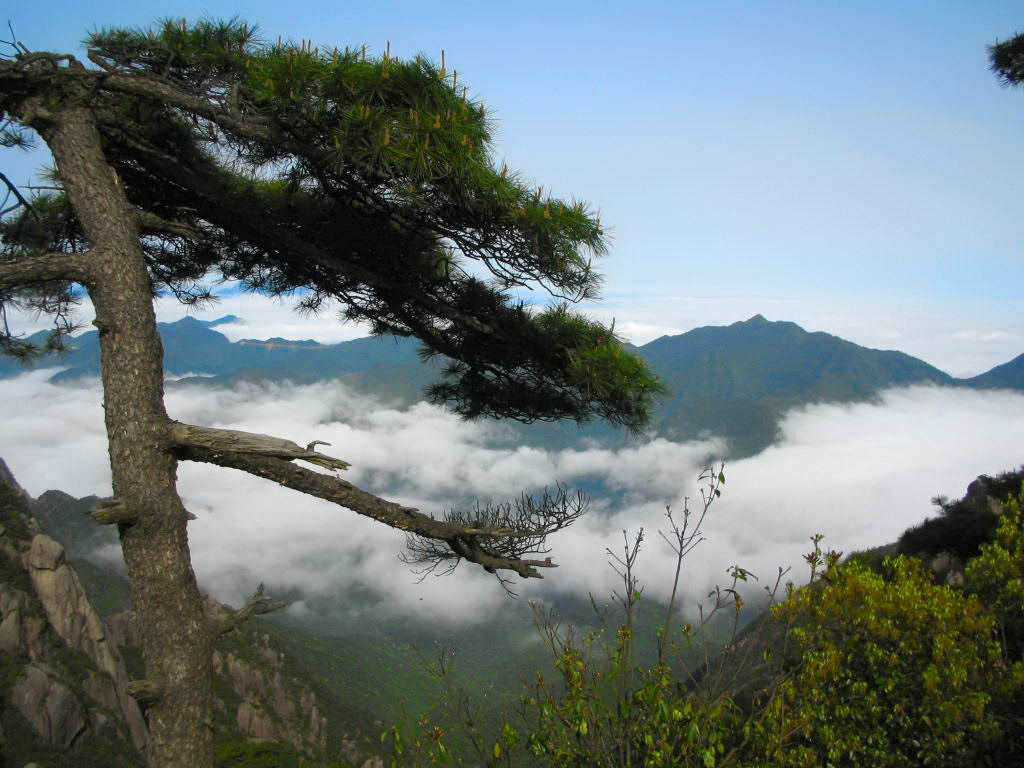
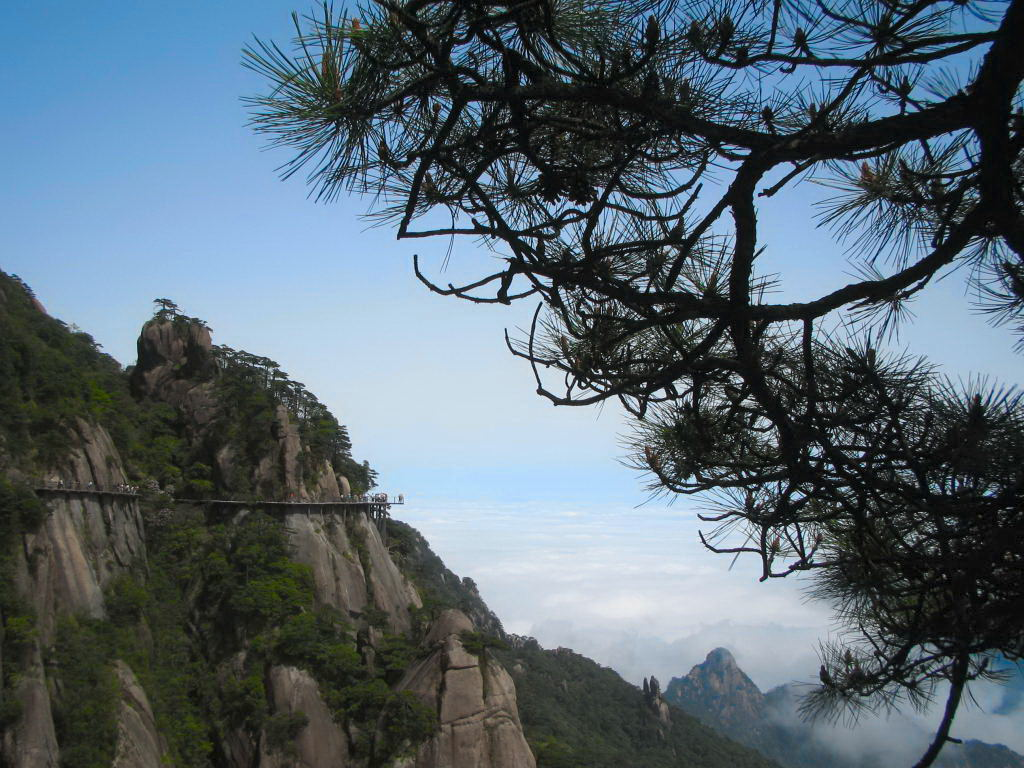
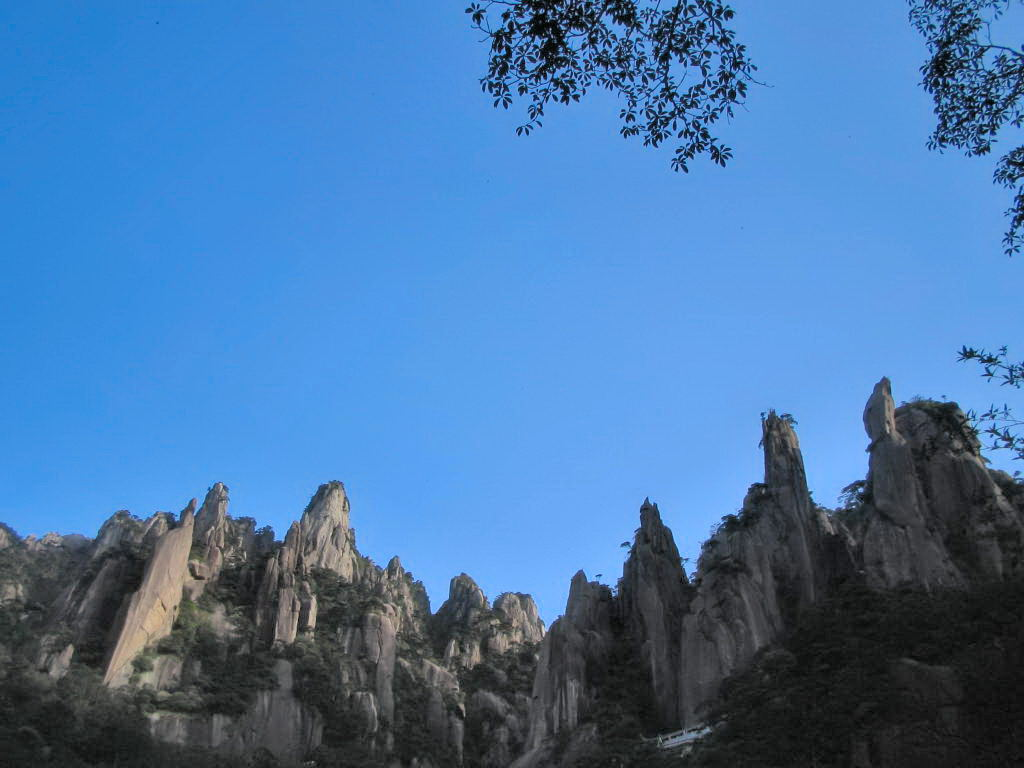
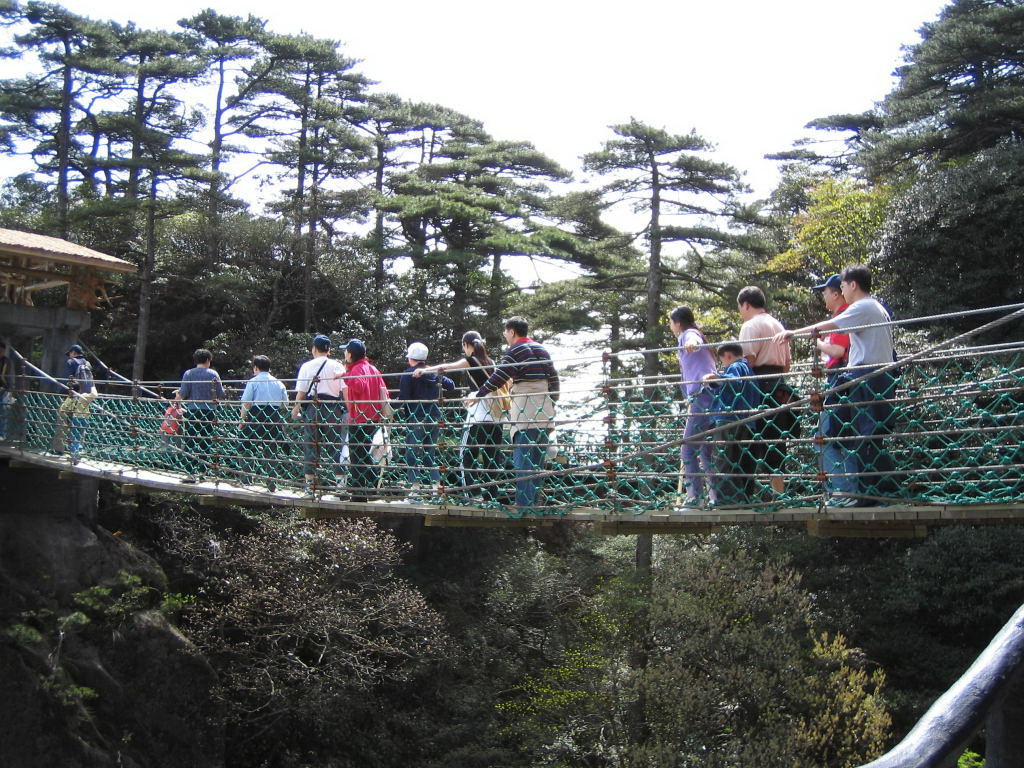